# La Chaussée-sur-Marne
La Chaussée-sur-Marne est une commune française, située dans le département de la Marne en région Grand Est.
Ses habitants sont appelés les Chausséens et les Chausséennes.

## Géographie
La Chaussée-sur-Marne est un village marnais situé entre Châlons-en-Champagne et Vitry-le-François. Composé de deux hameaux, Mutigny (à l'ouest) et Coulmier (à l'est), le village est arrosé par la rivière le Fion, la Marne et le canal latéral à la Marne. Il est notamment desservi par la route nationale 44.
| Omey                    | Francheville          | Dampierre-sur-Moivre |
| Cheppes-la-Prairie      | La Chaussée-sur-Marne | Saint-Amand-sur-Fion |
| Saint-Martin-aux-Champs | Ablancourt            | Aulnay-l'Aître       |

### Hydrographie
La commune est dans la région hydrographique « la Seine de sa source au confluent de l'Oise (exclu) » au sein du bassin Seine-Normandie. Elle est drainée par la Marne, le canal latéral à la Marne, le Fion, la noue la Guyon et les Grandes Noues,.
La Marne  prend sa source sur le plateau de Langres, dans la commune de Saints-Geosmes (Haute-Marne) et se jette dans la Seine entre Charenton-le-Pont et Alfortville (Val-de-Marne) dans le quartier de Conflans-l'Archevêque. 
Le canal latéral à la Marne est un canal, chenal navigable de 67 km reliant Vitry-le-françois à Mardeuil où il se jette dans la Marne. 
Le Fion, d'une longueur de 21 km, prend sa source dans la commune de Bassu et se jette  dans la Marne sur la commune, après avoir traversé sept communes. 

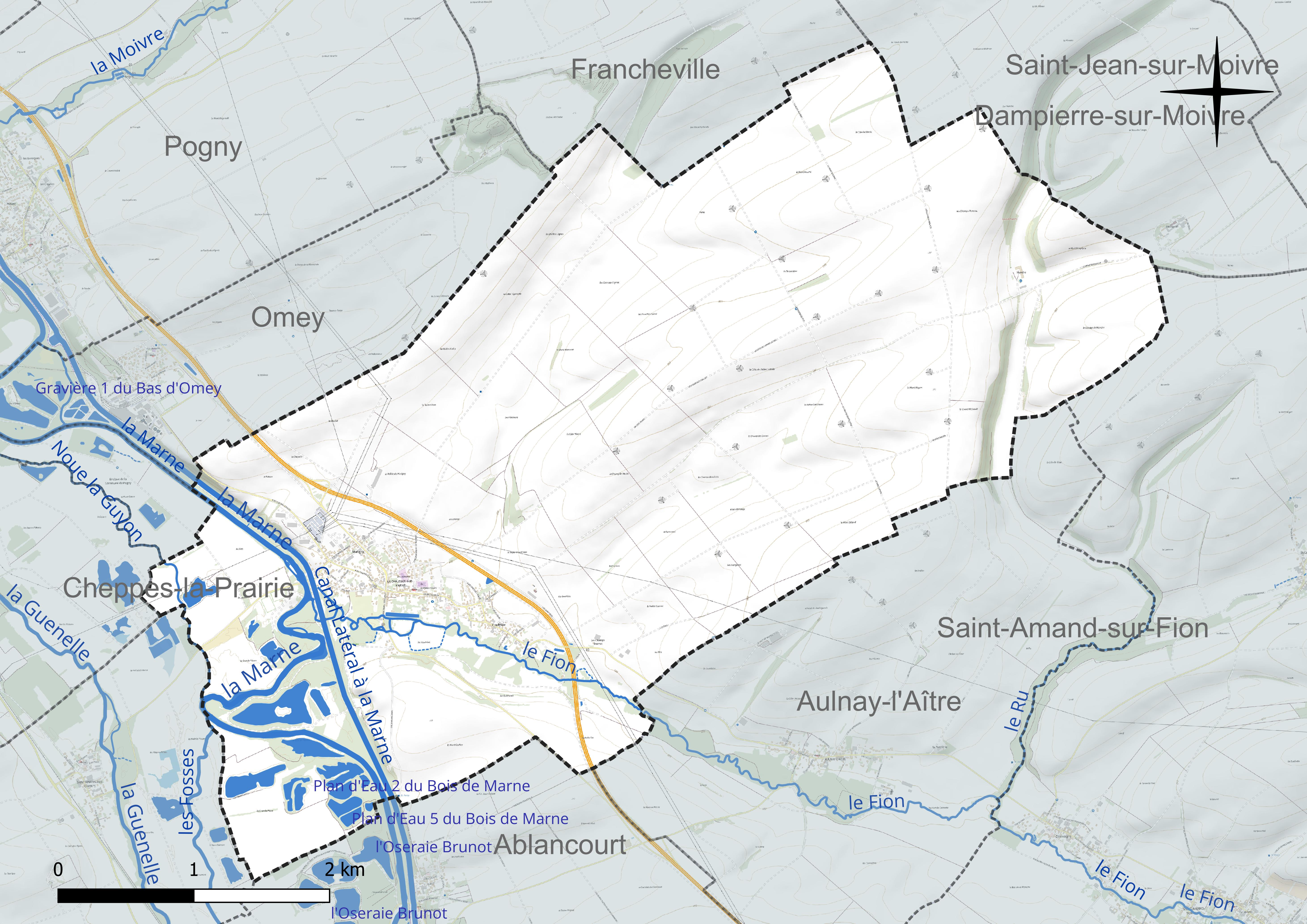
Réseau hydrographique de la Chaussée-sur-Marne.

Sept plans d'eau complètent le réseau hydrographique : le plan d'eau 1 du Bois de Marne (3,4 ha), le plan d'eau 2 du Bois de Marne (3,4 ha), le plan d'eau 3 du Bois de Marne (1,4 ha), le plan d'eau 4 du Bois de Marne (2 ha), le plan d'eau 5 du Bois de Marne (1,2 ha), le plan d'eau 6 du Bois de Marne (1,2 ha) et le plan d'eau 7 du Bois de Marne (1,3 ha),.

### Climat
Pour des articles plus généraux, voir Climat du Grand Est et Climat de la Marne.
En 2010, le climat de la commune est de type climat océanique dégradé des plaines du Centre et du Nord, selon une étude du Centre national de la recherche scientifique s'appuyant sur une série de données couvrant la période 1971-2000. En 2020, Météo-France publie une typologie des climats de la France métropolitaine dans laquelle la commune est exposée à un climat océanique altéré et est dans la région climatique  Nord-est du bassin Parisien, caractérisée par un ensoleillement médiocre, une pluviométrie moyenne régulièrement répartie au cours de l’année et un hiver froid (3 °C). 
Pour la période 1971-2000, la température annuelle moyenne est de 10,5 °C, avec une amplitude thermique annuelle de 16 °C. Le cumul annuel moyen de précipitations est de 707 mm, avec 11,8 jours de précipitations en janvier et 8 jours en juillet. Pour la période 1991-2020, la température moyenne annuelle observée sur la station météorologique de Météo-France la plus proche, « Frignicourt », sur la commune de Frignicourt à 16 km à vol d'oiseau, est de 11,5 °C et le cumul annuel moyen de précipitations est de 694,6 mm. 
La température maximale relevée sur cette station est de 41,7 °C, atteinte le 25 juillet 2019 ; la température minimale est de −22 °C, atteinte le 9 janvier 1985,,. 
Les paramètres climatiques de la commune ont été estimés pour le milieu du siècle (2041-2070) selon différents scénarios d'émission de gaz à effet de serre à partir des nouvelles projections climatiques de référence DRIAS-2020. Ils sont consultables sur un site dédié publié par Météo-France en novembre 2022.

## Urbanisme

### Typologie
Au 1er janvier 2024, La Chaussée-sur-Marne est catégorisée commune rurale à habitat dispersé, selon la nouvelle grille communale de densité à sept niveaux définie par l'Insee en 2022.
Elle est située hors unité urbaine. Par ailleurs la commune fait partie de l'aire d'attraction de Châlons-en-Champagne, dont elle est une commune de la couronne,. Cette aire, qui regroupe 97 communes, est catégorisée dans les aires de 50 000 à moins de 200 000 habitants,.

### Occupation des sols
L'occupation des sols de la commune, telle qu'elle ressort de la base de données européenne d’occupation biophysique des sols Corine Land Cover (CLC), est marquée par l'importance des territoires agricoles (89,7 % en 2018), en diminution par rapport à 1990 (95,1 %). La répartition détaillée en 2018 est la suivante : 
terres arables (86,3 %), eaux continentales (3,9 %), zones agricoles hétérogènes (3,4 %), zones urbanisées (3,2 %), forêts (3,2 %). L'évolution de l’occupation des sols de la commune et de ses infrastructures peut être observée sur les différentes représentations cartographiques du territoire : la carte de Cassini (XVIIIe siècle), la carte d'état-major (1820-1866) et les cartes ou photos aériennes de l'IGN pour la période actuelle (1950 à aujourd'hui).

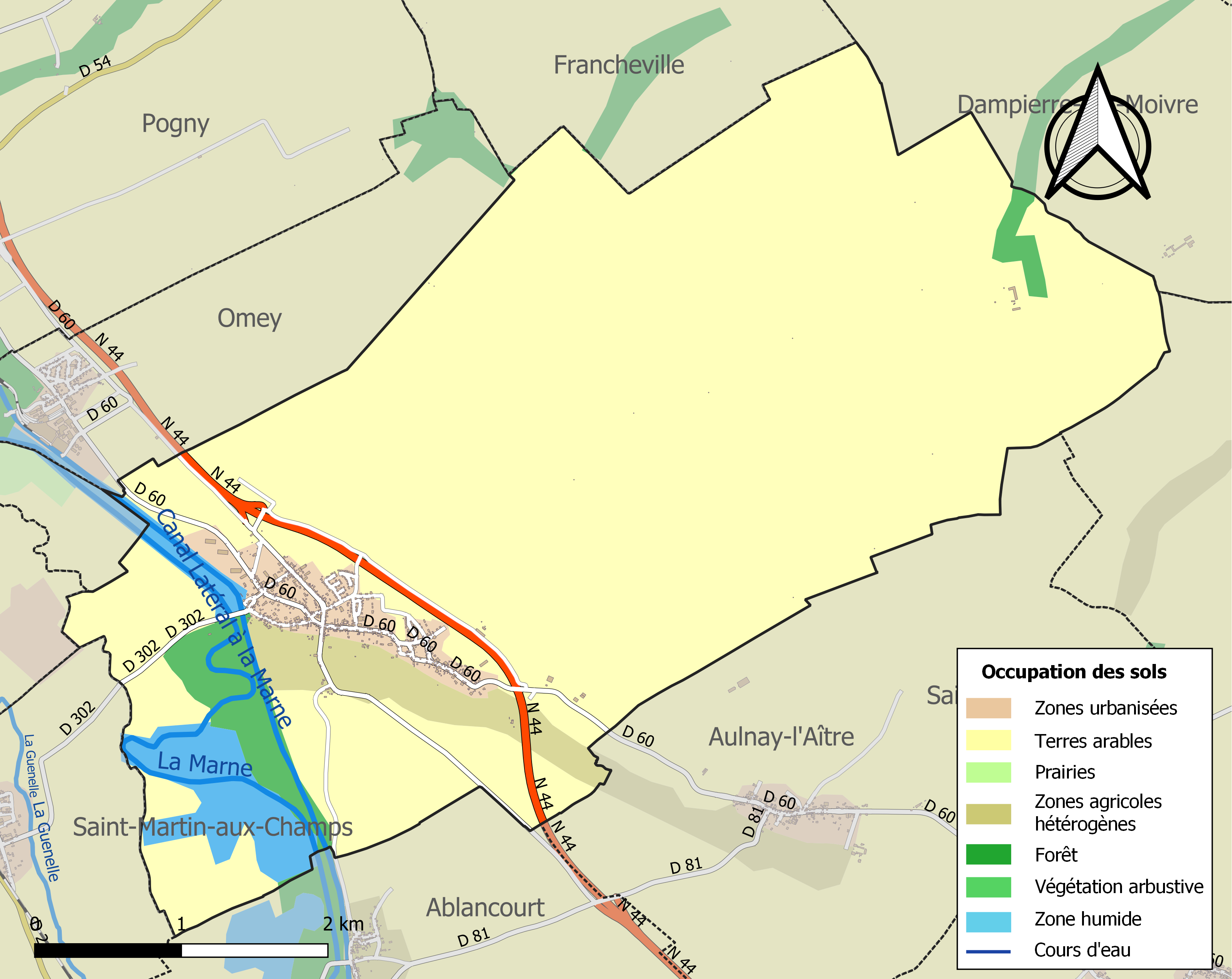
Carte des infrastructures et de l'occupation des sols de la commune en 2018 (CLC).

## Toponymie
En 1633, son toponyme est La Chaussée-lez-Coulumier. Les premières traces du village de Mutigny remontent à 1252 (Montigniucum). Peu à peu, il devient Mutigny-sur-Marne (1392) puis Mutigny-la-Chaussée (1696). À la Révolution, la nouvelle commune se nomme La Chaussée et Mutigny. Elle prend ensuite le nom de La Chaussée, avant de devenir La Chaussée-sur-Marne en 1905. Ce nom est toutefois employé dès 1834 sur la carte d'État-Major,.
Chaussée, un des premiers sens du mot est une « Levée de terre pour retenir l'eau d'une rivière, ou d'un étang, pouvant servir de chemin de passage ».
La Marne est une rivière située à l'est du Bassin parisien et longue de 514,26 km. Elle représente à ce titre la plus grande rivière de France. C'est le principal affluent de la Seine.

## Histoire
La Chaussée est une ancienne partie de Coulmier, où se trouvaient le château et l'église paroissiale.
Le combat de la Chaussée est un affrontement qui eut lieu le 3 février 1814, à la Chaussée, entre les brigades de cavalerie des généraux Dommanget et Thiry et les 2 500 hommes du général York sous Napoléon.

## Politique et administration
| Période                                  | Période                      | Identité            | Étiquette | Qualité |
| ---------------------------------------- | ---------------------------- | ------------------- | --------- | ------- |
| Les données manquantes sont à compléter. |                              |                     |           |         |
| ...                                      | 1989                         | Bernard Michel      |           |         |
| 1995                                     | 2008                         | André Castagna      |           |         |
| 2008                                     | En cours                     | Christian Grandjean |           |         |
| 2014                                     | En cours (au 4 juillet 2014) | Isabelle Pestre     | MoDem     |         |

## Équipements et services publics

### Eau et déchets
Par convention entre la communauté de communes et le Syndicat mixte du Sud-Est Marnais (SYMSEM), les habitants de La Chaussée-sur-Marne ont accès à la déchèterie de Pogny, gérée par le SYMSEM.

### Enseignement
En juin 2008, un centre de loisirs sans hébergement périscolaire (CLSH) ouvre dans la commune.

## Population et société

### Démographie
L'évolution du nombre d'habitants est connue à travers les recensements de la population effectués dans la commune depuis 1793. Pour les communes de moins de 10 000 habitants, une enquête de recensement portant sur toute la population est réalisée tous les cinq ans, les populations de référence des années intermédiaires étant quant à elles estimées par interpolation ou extrapolation. Pour la commune, le premier recensement exhaustif entrant dans le cadre du nouveau dispositif a été réalisé en 2007.

En 2022, la commune comptait 764 habitants, en évolution de −4,02 % par rapport à 2016 (Marne : −1,19 %, France hors Mayotte : +2,11 %).
| 1793 | 1800 | 1806 | 1821 | 1831 | 1836 | 1841 | 1846 | 1851 |
| ---- | ---- | ---- | ---- | ---- | ---- | ---- | ---- | ---- |
| 873  | 690  | 716  | 741  | 838  | 850  | 831  | 800  | 812  |

| 1856 | 1861 | 1866 | 1872 | 1876 | 1881 | 1886 | 1891 | 1896 |
| ---- | ---- | ---- | ---- | ---- | ---- | ---- | ---- | ---- |
| 791  | 792  | 766  | 737  | 682  | 654  | 625  | 640  | 604  |

| 1901 | 1906 | 1911 | 1921 | 1926 | 1931 | 1936 | 1946 | 1954 |
| ---- | ---- | ---- | ---- | ---- | ---- | ---- | ---- | ---- |
| 576  | 544  | 529  | 525  | 522  | 512  | 491  | 551  | 506  |

| 1962 | 1968 | 1975 | 1982 | 1990 | 1999 | 2006 | 2007 | 2012 |
| ---- | ---- | ---- | ---- | ---- | ---- | ---- | ---- | ---- |
| 538  | 546  | 525  | 569  | 628  | 651  | 670  | 673  | 789  |

| 2017 | 2022 | - | - | - | - | - | - | - |
| ---- | ---- | - | - | - | - | - | - | - |
| 781  | 764  | - | - | - | - | - | - | - |

## Économie
- Un groupe d'éoliennes s'étend sur la commune ainsi que celle d'Omey. La plus haute mesure 122 m.
- Silo Champagne Céréales.

## Culture et patrimoine

### Lieux et monuments

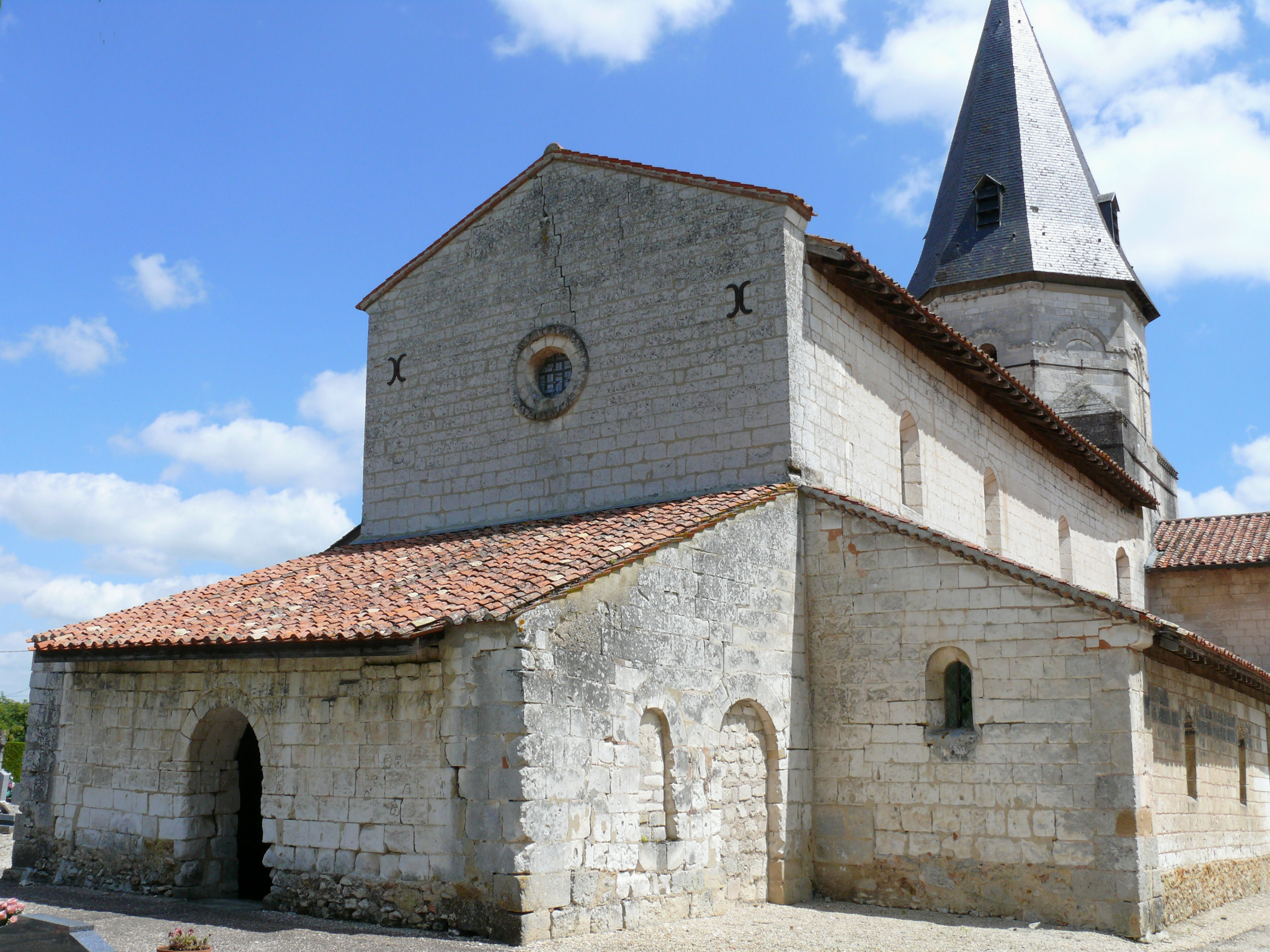
L'église Saint-Pierre-ès-Liens de Coulmier.

- L'église Saint-Pierre de Coulmier, du XIIe siècle, classée monument historique en 1930[29].
- L'église Saint-Martin de Mutigny, des XIIe et XIIIe siècles. Dans l'église, une cloche en bronze de 1523 et une statue de la Vierge à l'Enfant du XVIIIe siècle sont classées monument historique au titre objet[30].
- Le monument aux morts rend hommage aux combattants des conflits de 1870 et 1914-1918[31].
- Au lieu-dit les Prés La Linotte, se trouve un site de l'Âge du fer, partiellement inscrit en tant que monument historique en 1996[32].

### Personnalités liées à la commune
- Nicolas Gobillard, homme politique  né le 14 février 1739 à La Chaussée-sur-Marne et décédé le 18 décembre 1806 au même lieu.
- Isidore Garnier (1816-1892), général français ;
- Paul Jolly (1790-1879), docteur en médecine ;
- André des Gachons (1871-1951), artiste-peintre.